# Paul Lütkemann
Paul Lütkemann (* ca. 1560 in Kolberg/Hinterpommern; † zwischen September 1611 und Mai 1612 in Frankfurt (Oder); auch Paul Luetkeman oder Paulus Lutkemannus) war ein deutscher Komponist.

## Leben
Auf seinen Drucken bezeichnet sich Lütkemann selber als Colbergensis. In Kolberg lässt sich jedoch außer einem Organisten Jochim Lütkemann für das Jahr 1571 kein weiterer Namensträger in der zweiten Jahrhunderthälfte nachweisen. Der erste schriftliche Beleg für Paul Lütkemann findet sich im Immatrikulationsverzeichnis der Viadrina, der 1506 in Frankfurt an der Oder gegründeten Universität: 1578 Paul Lutkeman Colbergensis 2 dutgen. Frankfurt besaß in der damaligen Zeit eine blühende Musikkultur, für die die Namen der Kantoren Gregor Lange (Langius), Bartholomäus Gesius und Michael Praetorius und der Lautenisten Matthäus Waissel (Weißel) und Gregor Krengel stehen.
1587 bewarb sich Paul Lütkemann um die vakante Stelle des Stadtmusikus in Stettin. 1588 wurde er vom Stettiner Rat eingestellt und wurde damit der ranghöchste Musiker in der Stadt. Seine Aufgaben umfassten nicht nur die Organisation aller städtischen Musikaufführungen, sondern auch auf den Turm- und Wachdienst. Außerdem spielte er mit seinen Musikern am Hof der in Stettin residierenden Herzöge von Pommern auf. Eine Zusammenarbeit mit dem Kantor des Fürstlichen Pädagogiums in Stettin  Philipp Dulichius war damit zwingend gegeben.
1606 übernahm Lütkemann das Amt des Stadtmusikus in Frankfurt (Oder). In diesem letzten Lebensabschnitt entstanden etliche Gratulationsmusiken in Zusammenarbeit mit Bartholomäus Gesius. Das letzte dieser Gelegenheitswerke hat sich mit Datum 16. September 1611 erhalten. Im Mai des folgenden Jahres wurde im Ratsbuch ein Vermerk zu Paul Lütkemanns Witwe eingetragen.

## Werk
Das Werkverzeichnis umfasst 21 Titel, immerhin zu 16 Werken haben sich Stimmbücher erhalten. Im Wesentlichen sind dies Gelegenheitswerke.
Lütkemanns Hauptwerk, der Stettiner Druck von 1597, hat sich mit Ausnahme von zwei Stimmbüchern (für die 7. und 8. Stimme) in der Herzog August Bibliothek in Wolfenbüttel als Unikat erhalten. Dieser Druck umfasst 28 Motetten und 32 Instrumentalsätze (Fantasien, Paduanen, Galliarden). Die Motetten variieren zwischen Ausläufern der Wittenberger Schule mit ihrem an Thomas Stoltzer orientierten Stil der Choralbearbeitung und moderner Doppelchörigkeit. Die Instrumentalsätze gehören zu den frühesten gedruckten Ensemblesätzen überhaupt. Die Fülle an Material erlaubt den Vergleich und verallgemeinernde Schlüsse auf Tonartenbehandlung und Notation von Vokal- und Instrumentalmusik dieser Zeit.